# Брэдфорд, Джон
Джон Брэдфорд (1510—1555) — пребендарий собора Святого Павла. Участник английской реформации и мученик, запомнился своими словами: «Кабы не милость Божия, шёл бы так и Джон Брэдфорд». Эту фразу он произнёс, когда был заключён в лондонском Тауэре и увидел преступника, отправленного на казнь.

## Жизнь
Родился в 1510 году в обеспеченной семье. Получил хорошее образование в Манчестерской школе (grammar school). Проявил таланты в расчётах и финансах, поэтому служил под началом Джона Хэррингтона (John Harrington), казначея Английской армии во время войн, которые начал Генри VIII.
Поступил на юридический факультет в лондонском Inner Temple. Под влиянием своего товарища примкнул к английской реформации, и это заставило его отказаться от юридического курса.
В 1548 году он занялся теологией в Кэтарин Холле (теперь это Колледж Святой Катарины) Кембриджского университета, а затем перешёл в Пемброкский колледж (Pembroke College). Здесь его часто называли «Святой Брэдфорд» — не саркастически, а только из-за его почтительного отношения к Богу.
В 1550 году посвящён в священнический сан епископом Николасом Ридли. Служил странствующим проповедником, большей частью в Ланкашире и Чешире.
После смерти Эдуарда VI в 1553 году на трон взошла католичка Мария I. В первые месяцы её правления Брэдфорд, известный сторонник англиканской церкви, был арестован и заключён в тюрьму по подозрению в «возмущении народа». Больше он не выйдет из лондонского Тауэра. Находясь в тюрьме, он продолжал писать религиозные статьи и проповедовать всем, кто собирался вокруг.
Ему довелось делить камеру с тремя другими реформаторами: архиепископом Томасом Кранмером, епископом Николасом Ридли (тем самым, который посвятил его в сан) и Хью Латимером. Они втроём изучали Новый Завет, и все четверо стали мучениками.
Именно в Тауэре Брэдфорд увидел группу заключённых, которые шествовали к месту казни, и заметил: «Кабы не милость Божия, шёл бы так и Джон Брэдфорд». Эта фраза стала афоризмом, несколько изменившись, и теперь часто звучит так: «Кабы не милость Божия, так шёл бы и я».

## Смерть
31 января 1555 года Брэдфорд был осуждён на смерть, а затем 30 июня или 15 июля его перевели в тюрьму Ньюгейт для казни через сожжение у столба. Казнь, назначенная на 4 часа  утра, была отложена из-за собравшейся толпы. Брэдфорда приковали к столбу в Смитфилде (Лондон) вместе с юношей по имени Джон Лиф (John Leaf). Напоследок он попросил прощения у всех, кого мог обидеть, а затем обернулся к товарищу и сказал: «Будь покоен, брат; ибо мы обретём знатный ужин у Господа нынче же вечером!»
Брэдфорд похоронен в Смитфилде (Лондоне) в "Памятнике Мариинским Мученикам" (англ.: Marian Martyrs' Monument).

## Труды
- John Bradford. The writings of John Bradford Volume 1 (англ.). — Cambridge: Cambridge University Press, 1853.
- John Bradford. The writings of John Bradford Volume 2 (англ.). — Cambridge: Cambridge University Press, 1853.